# Monbijougatan

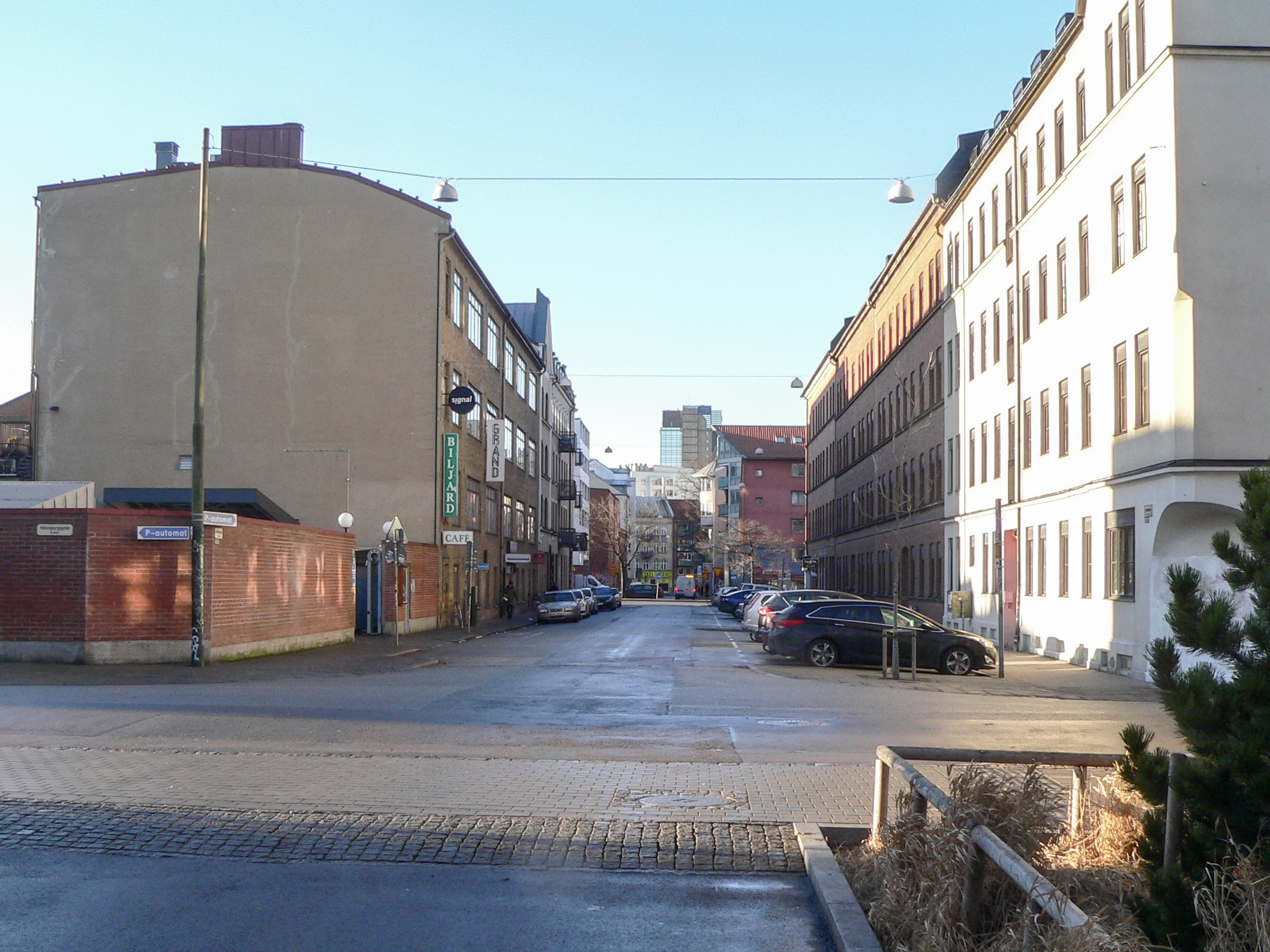
Monbijougatan sedd mot väster. Gatan som korsar i förgrunden är Helsingborgsgatan och därbortom korsar Bergsgatan. Husen vid gatans slut ligger vid Norra Skolgatan och bortom dessa reser sig det 69 m höga Hotell Triangeln. Bilden är tagen från en plats som tidigare låg på det i början på 2000-talet rivna Solidarbageriets område, och gatan fortsätter numera till Folkets Park från Helsingborgsgatan med den 2005 invigda Möllevångsskolan på södra sidan och 147 på 2010-talet nybyggda bostadsrätter på den norra.

Monbijougatan är en gata i delområdena Rådmansvången och Möllevången i stadsområdena Norr och Innerstaden i Malmö. Den sträcker sig från Norra Skolgatan till Norra Parkgatan (vid Folkets Park) och korsar bland annat Bergsgatan. 
Monbijougatan namngavs 1889 och förlängdes 1904. Monbijou var det namn som traktören Christian Gottlieb Amilon omkring 1810 gav åt ett utvärdshus på en plantagejord i området och kan vara inspirerat av Schloss Monbijou i Berlin. Vid värdshuset fanns dansbana och nöjesfält, på 1850-talet blev det kolerasjukhus och 1879 uppfördes där Monbijouskolan, den äldsta skolan i Södra Förstaden.